# Kasteel Hoogveld
Kasteel Hoogveld is een kasteeltje te Vliermaal, gelegen aan Hoogveldstraat 21.
Het kasteeltje is gelegen ten zuidoosten van Vliermaal. Het werd gebouwd door de familie Du Vivier in het begin van de 19e eeuw en na een brand herbouwd aan het einde van de 19e eeuw. Het jaartal 1892 op de windvaan zou verwijzen naar het jaar dat het, door huwelijk, in bezit kwam van de familie De Ghelin. François Julien Joseph Marie Fontaine de Ghelin heeft het kasteel herbouwd in een stijl met elementen uit de neo-Vlaamse Renaissancestijl.
In de loop der tijd waren er perioden dat het kasteel onbewoond was. In 1970 werd de buitenzijde gestuct. Het kasteel is momenteel opgedeeld in appartementen en gerestaureerd door de huidige bewoners.
Kasteel Hoogveld ligt op een heuvel van ruim 100 m hoog, vandaar de naam. Het wordt omringd door een kasteelpark. In de nabijheid ligt de Hoogveldkapel, welke omstreeks 1900 in opdracht van François de Ghelin werd gebouwd, op de plaats van een oudere kapel. Nabij het kasteel is het restant van Windmolen Hoogveld, die omgebouwd werd tot woning.